# Eduardo Bort
Eduardo Bort   (València, 2 de gener de 1948 - València, 26 de febrer de 2020) va ser un guitarrista valencià. Va destacar com una icona del rock progressiu i psicodèlic i va ser un dels pioners d'aquests estils al País Valencià. També va ser productor d'artistes com Pau Riba o Iceberg.
Va donar-se a conèixer en festivals durant els anys 70 com Ademuz Rock Country o Canet Rock, on va demostrar un virtuosisme equiparable a les grans figures europees del moment i se'l va comparar en ocasions amb intèrprets com Carlos Santana o Pink Floyd. El seu disc més important d'aquesta època és l'homònim Eduardo Bort (1974).
Va protagonitzar durant anys diverses gires per Europa, Sud-amèrica i el Japó. En el seu darrer disc Eduardo Bort con Charly Buffalo (2012), va homenatjar el seu company Vicente Ausina, que havia mort recentment.
El 22 de març del 2019, se li va fer un concert d'homenatge al Teatre Principal de València organitzat per l'Institut Valencià de Cultura.